# Rufius Petronianus Nicomachus Cethegus
Pour les articles homonymes, voir Cethegus.
Rufius Petronianus Nicomachus Cethegus ou Flavius Rufius Petronius Nicomachus Cethegus est un homme politique de la première partie du VIe siècle, patrice à Rome, nommé consul en 504, poste qu'il a occupé sans collègue ; il était toujours en vie en 558.

## Éléments biographiques
Son père est Petronius Probinus, consul en 489 sous Odoacre et partisan de l'antipape Laurentius.
Il est consul en 504.